# Марко Гальяццо
Марко Гальяццо  (італ. Marco Galiazzo, 7 травня 1983) — італійський лучник, олімпійський чемпіон.

## Виступи на Олімпіадах
| Олімпіада   | Дисципліна | Місце |
| ----------- | ---------- | ----- |
| Афіни 2004  | особисті   | 1     |
| Афіни 2004  | командні   | 7     |
| Пекін 2008  | особисті   | =22   |
| Пекін 2008  | командні   | 2     |
| Лондон 2012 | командні   | 1     |
| Лондон 2012 | особисті   | =33   |